# Lespesia laniferae
Lespesia laniferae là một loài ruồi trong họ Tachinidae.